# لیونی سینت
لیونی سینت (انگلیسی: Leonie Saint؛ زادهٔ ۲۳ آوریل ۱۹۸۶) بازیگر سینما، مجری تلویزیون و بازیگر پورنوگرافی پیشین اهل آلمان است.